# GAU-8 Avenger
Pour les articles homonymes, voir GAU et Avenger.

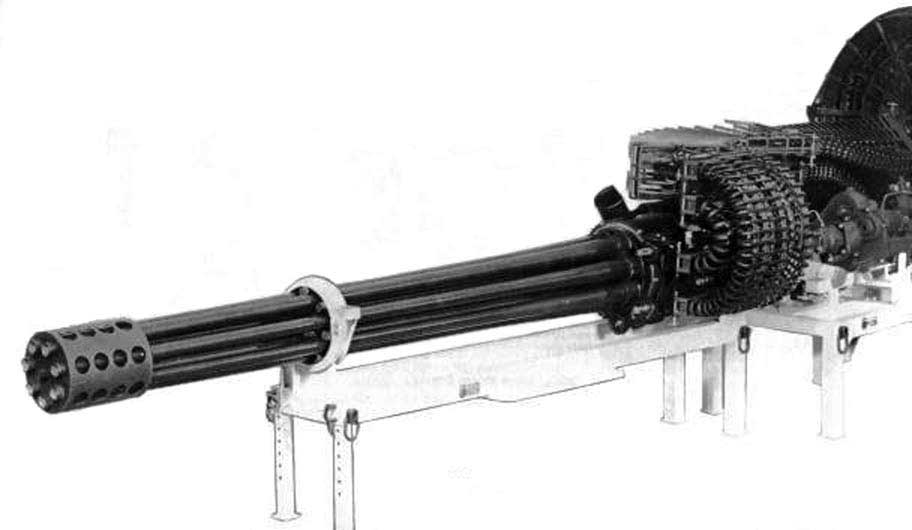
Le GAU-8 Avenger.

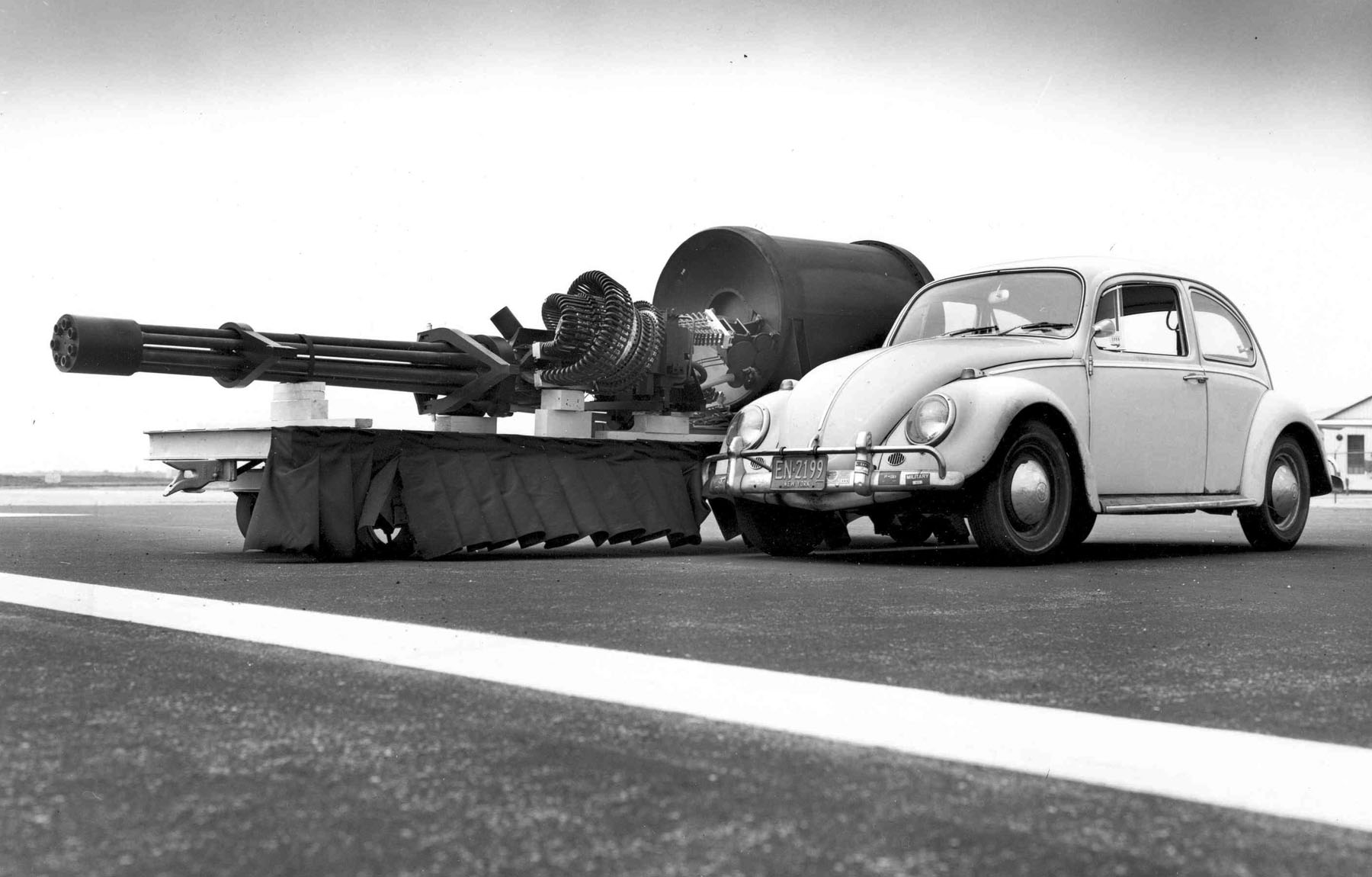
Le GAU-8 Avenger à côté d'une coccinelle.

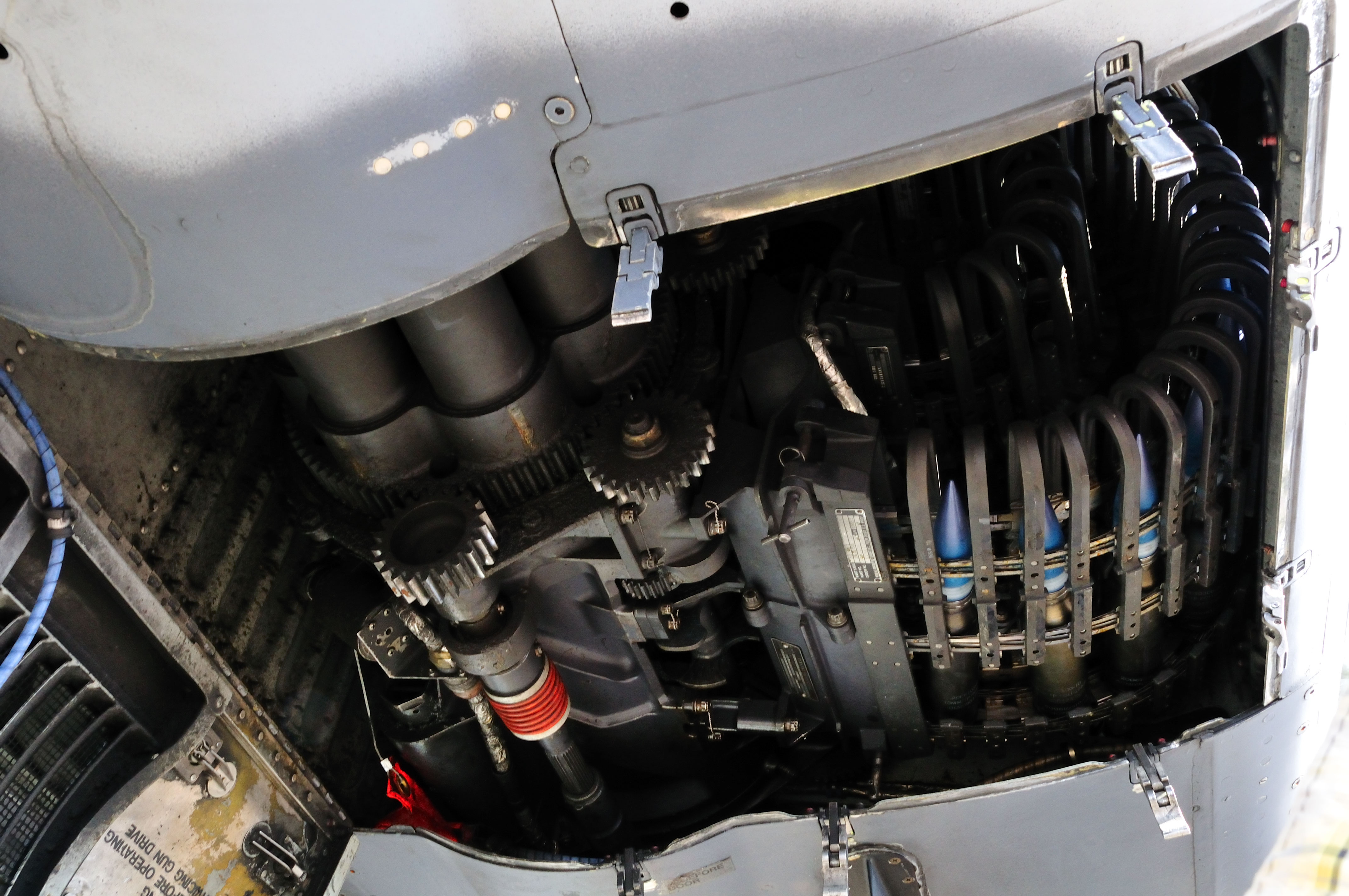
Tambour à munitions du GAU-8.

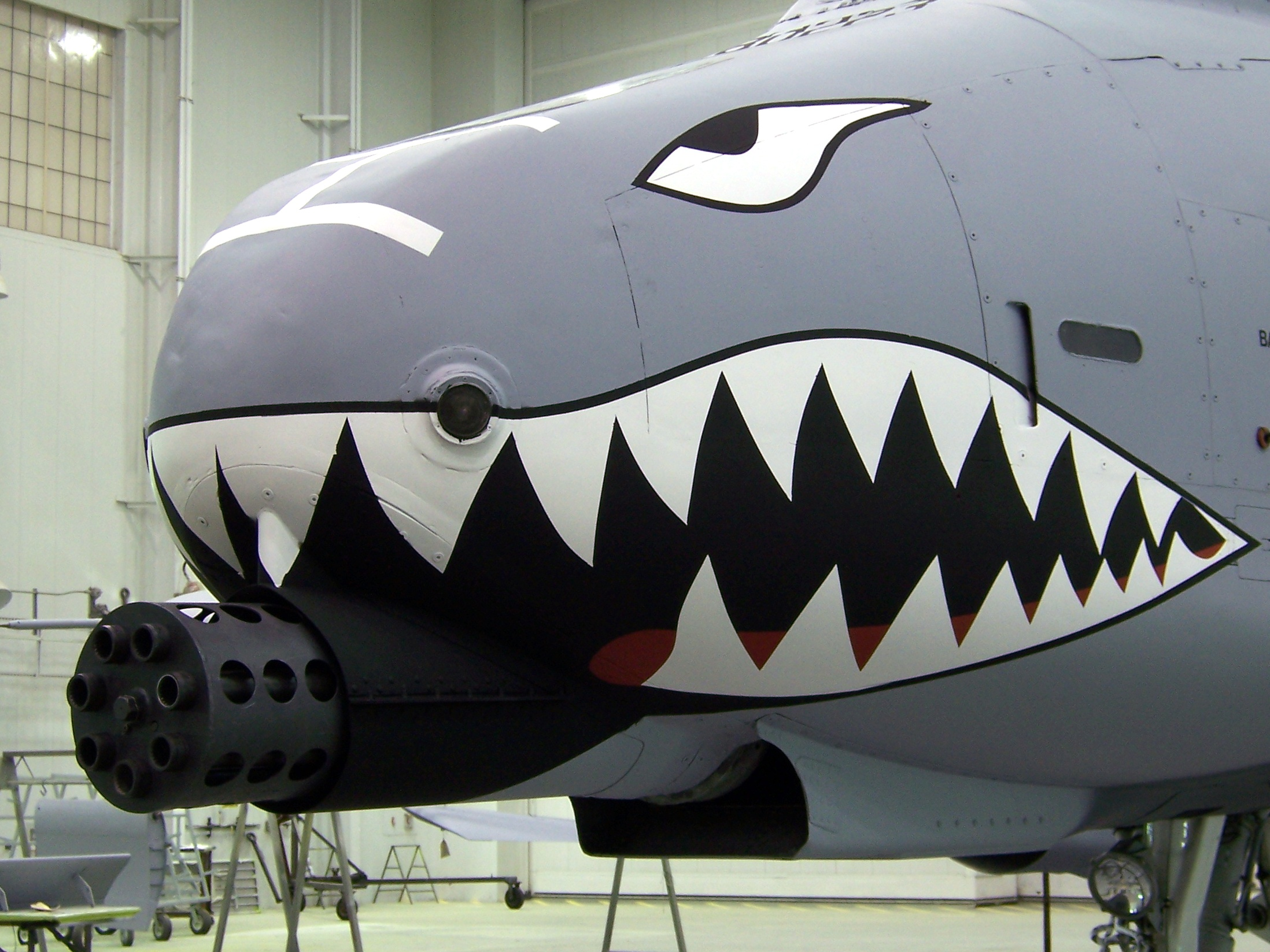
A-10 Thunderbolt montrant le GAU-8 Avenger et le nose art.

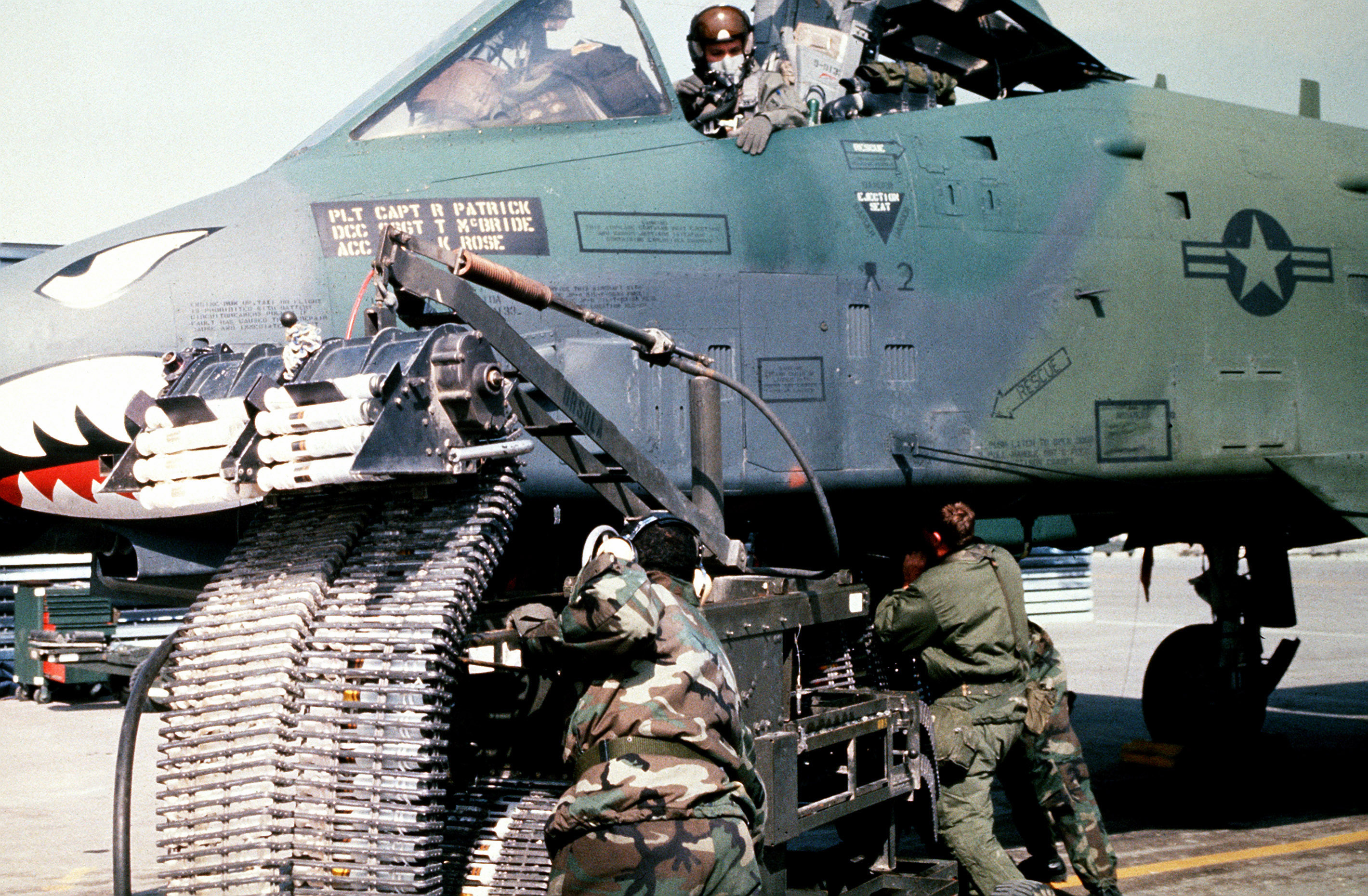
Rechargement d'un A-10 pendant la guerre du Golfe de 1991.

La GAU-8/A Avenger est un canon automatique de calibre 30 mm construit sur le principe de la mitrailleuse Gatling et monté dans le nez de l'avion A-10 Thunderbolt, qui est en fait entièrement construit autour de cette arme.

## Description
D’une dimension totale de 6,06 m (une grosse automobile) dont 2,85 m pour le canon et d’une masse à vide de 281 kg, c'est le plus puissant canon spécifiquement conçu pour un avion, développé durant la guerre froide pour détruire les chars d'assaut soviétiques dans les plaines d'Europe de l'Est dans l'éventualité d'une guerre réelle.
Lors du tir, le recul est équivalent à la poussée d'un des réacteurs de l'A-10, mais l'effet est trop bref pour affecter significativement la vitesse de l'avion,,.
Originellement, il était conçu pour fonctionner à deux cadences de tir : une rapide à 4 200 tirs par minute (70 par seconde), et une plus lente à 1 800 tirs/min. Cette dernière apparut inutile en combat (il faut juste plus de temps pour tirer un nombre donné de projectiles, ce qui n'a que des inconvénients) et fut supprimée au début des années 80, tandis que la cadence haute fut légèrement réduite, à 3 900 c/min. À ce rythme, les 1 100 munitions embarquées par l'avion sont consommées en environ 17 secondes, ce qui est en fait un temps assez long et laissant la possibilité de viser de nombreuses cibles, car il suffit d'une poignée d'impacts au but pour détruire une cible.
Les bandes de munitions alimentant le GAU-8 dans l'A-10 comptent souvent cinq PGU-14/B API (API, pour Armor Piercing Incendiary) antiblindage de 426 g suivies d'une PGU-13/B HEI (munition HEI, pour High Explosive Incendiary) explosives-incendiaires de 29 cm de long pour 267 ou 319 g (version améliorée). Dans la plupart des cas, 6 obus antiblindages parviennent à percer le blindage d'un char moyen de conception soviétique. Ces obus antiblindages contiennent de l'uranium appauvri (DU, pour Depleted Uranium, l'uranium étant l'un des métaux possédant une masse volumique les plus élevées (19,050 kg/dm3). La portée efficace avec les munitions développées dans les années 2000 est de 3 220 m avec une portée maximum d'environ 6 km.
Développé en même temps que l'A-10, il entra en service en 1977. Il n'est plus produit et Martin Marietta Armament (ex-General Dynamics) en assure la maintenance.

## Caractéristiques
- Calibre : cartouches à obus de 30 × 173 mm
- Nombre de canons : 7 canons rotatifs
- Vitesse à la bouche : env. 1 km/s, selon type
- Portée maximale du projectile : 1 200 à 6 000 m, selon type.
- Longueur totale : 6,06 m.
- Longueur des canons seuls : 2,23 m.
- Canon : 14 rayures paraboliques progressives tournant à droite dans chaque canon afin d'apporter un mouvement rotatif aux munitions (ce qui améliore la stabilité du projectile et donc la portée et la précision).
- Masse des mécanismes : 281 kg.
- Masse totale (avec tambour chargé et rampe d'alimentation) : 1 830 kg.
- Masse minimale de la munition : 694 g.
- Longévité d'un canon : 20 000 coups.
- Capacité pratique du chargeur tambour : 1 174 obus.
- Longueur minimale de la munition : 29 cm.
- Précision : 80 % des projectiles tirés à 1 200 m atteignent un disque de 6,1 m de diamètre.
- Force du recul : selon cadence. Valeur-type : 45 kN.
- Entraînement (motorisation) : hydraulique, contrôle électrique.
- Alimentation : rampe sans fin.

## Armes équivalentes
- Gryazev-Shipunov GSh-6-30 Équivalent russe du GAU-8
- M61 Vulcan équipant la majorité des avions de chasse américains.
- GIAT 30 équipant les avions de chasse français.
- Gryazev-Shipunov GSh-30-1 équipant les avions de combat soviétiques/russes.

## Polémique

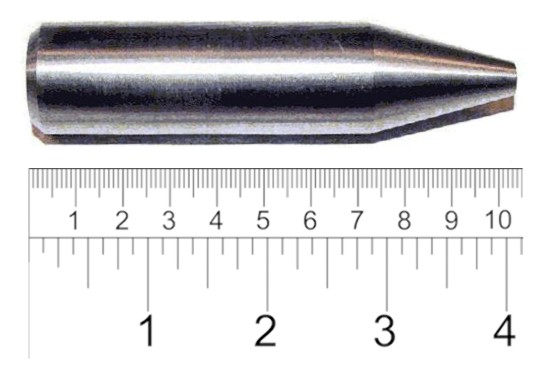
Pénétrateur de l'obus PGU-14/B API.

En tant que munition à uranium appauvri, l'emploi des obus PGU-14/B API de 30 mm (par l'A-10) est considéré par certains comme dangereux pour toutes les parties impliquées à cause de son caractère « métal lourd ». La douille est constituée d'aluminium, ce qui réduit la masse de la munition mais le « pénétrateur » est lui, en uranium appauvri. À l'impact contre une cible durcie, la tête du projectile émet des poussières toxiques qui restent dans la carcasse des engins détruits. Plusieurs cas de leucémies et de cancers ayant affecté des soldats américains durant la guerre du Golfe ont été attribués au fait de devoir inspecter les cibles détruites par ces obus et d'inhaler ces poussières sans masque de protection.